# Schwäbisch Gmünd
Schwäbisch Gmünd is een plaats in de Duitse deelstaat Baden-Württemberg, gelegen in het Ostalbkreis. De stad telt 61.216 inwoners.

## Geografie
Schwäbisch Gmünd heeft een oppervlakte van 113,78 km² en ligt in het zuidwesten van Duitsland.

### Plaatsen in de gemeente Schwäbisch Gmünd
- Bettringen, met: Hetzenbühl, Kellerhaus, Lindenhof, Talacker en Unterer Lauchhof
- Bargau, met: Birkhof, Oberer Lauchhof en Schlössle
- Degenfeld, met: Hornberg
- Großdeinbach, met: Kleindeinbach, Hangendeinbach, Wustenriet, Waldau, Haselbach-Söldhaus, Radelstetten, Sachsenhof en Ziegerhof
- Herlikofen, met: Gmünder Feld, ehemal. Burg im sog. Eckwald
- Hussenhofen, met: Birkhof, Hirschmühle, Zimmern en Burgholz
- Lindach, met: Grünhalde en Schloss Lindach
- Rechberg, met: Bärenhöfle, Birkhäusle, Braunhäusle, Fuchshof, Häge, Heustaig, Hohenrechberg, Kleinishof, Kratzerhöfle, Krempelhaus, Ödengehren, Schlossberg, Schurrenhof, Starrenhof, Stollenhäusle, Stollenhof, Unterer Kleinishof en Ziegelhütte
- Straßdorf, met: Hinterhochstett, Hokenschue, Hummelhalden, Metlangen, Reitprechts, Schirenhof, Schönbronn en Vorderhochstett
- Weiler in den Bergen, met: Bilsenhof, Giengerhof, Herdtlinsweiler, Krieghof, Oberer Haldenhof, Ölmühle, Steinbacher Höfe en Unterer Haldenhof

## Historie
zie Rijksstad Schwäbisch Gmünd

## Geboren in Schwäbisch Gmünd
- Hans Judenkönig (ca. 1450-1526), luitspeler en componist
- Hans Baldung (1484/1485-1545), kunstschilder en houtsnijder
- Emanuel Leutze (1816-1868), kunstschilder
- Willem van Drunen (1947), Nederlands kunstschilder en beeldhouwer
- Klaus H. Hartmann (1955), beeldhouwer
- Uwe Werner (1955-2018), jazzmusicus
- Michael Braungart (1958), chemicus
- Walter Lang (1961-2021), jazzmusicus
- Frank Schäffler (1968), politicus
- Anja Bihlmaier (1978), dirigente
- Carina Vogt (1992), schansspringster

Aalen ·
Abtsgmünd ·
Adelmannsfelden ·
Bartholomä ·
Böbingen an der Rems ·
Bopfingen ·
Durlangen ·
Ellenberg ·
Ellwangen ·
Eschach ·
Essingen ·
Göggingen ·
Gschwend ·
Heubach ·
Heuchlingen ·
Hüttlingen ·
Iggingen ·
Jagstzell ·
Kirchheim am Ries ·
Lauchheim ·
Leinzell ·
Lorch ·
Mögglingen ·
Mutlangen ·
Neresheim ·
Neuler ·
Obergröningen ·
Oberkochen ·
Rainau ·
Riesbürg ·
Rosenberg ·
Ruppertshofen ·
Schechingen ·
Schwäbisch Gmünd ·
Spraitbach ·
Stödtlen ·
Täferrot ·
Tannhausen ·
Unterschneidheim ·
Waldstetten ·
Westhausen ·
Wört